# Grad Windsor
Grad Windsor je kraljeva rezidenca v Windsorju v angleški grofiji Berkshire. Močno je povezan z angleško in njej sledečo britansko kraljevo družino ter uteleša skoraj tisočletje arhitekturne zgodovine.
Prvotni grad je bil zgrajen v 11. stoletju, po normanski invaziji na Anglijo Viljema Osvajalca. Od časa Henrika I. (ki je vladal 1100–1135) ga je uporabljal vladajoči monarh in je najdlje naseljena palača v Evropi. Umetnostni zgodovinar Hugh Roberts je grajska razkošna državna stanovanja iz zgodnjega 19. stoletja opisal kot »odlično in neprekosljivo zaporedje prostorov, ki velja za najboljši in najpopolnejši izraz kasnejšega jurijevskega okusa«. Znotraj grajskega obzidja je kapela sv. Jurija iz 15. stoletja, ki jo zgodovinar John Martin Robinson šteje za »enega najvišjih dosežkov angleške perpendicular gotike«.
Prvotno zasnovan za normansko prevlado okoli obrobja Londona in nadzor nad strateško pomembnim delom reke Temze, je bil grad Windsor zgrajen kot mota, s tremi predgradji, ki obdajajo osrednjo gomilo. Grad, ki so ga postopoma zamenjali s kamnitimi utrdbami, je zdržal dolgotrajno obleganje med prvo baronsko vojno na začetku 13. stoletja. Henrik III. Angleški je sredi stoletja v gradu zgradil razkošno kraljevo palačo, Edvard III. pa je šel še dlje in je palačo obnovil, da bi naredil še veličastnejši niz stavb v tem, kar je postalo »najdražji posvetni gradbeni projekt celotnega srednjega veka v Angliji.« Edvardova osrednja zasnova je trajala skozi obdobje Tudorjev, v katerem sta Henrik VIII. Angleški in Elizabeta I. Angleška vse pogosteje uporabljala grad kot kraljevi dvor in središče za diplomatsko zabavo.
Grad Windsor je preživel razburkano obdobje angleške državljanske vojne, ko so ga parlamentarne sile uporabljale kot vojaško poveljstvo in zapor za Karla I. Ob obnovitvi monarhije leta 1660 je Karel II. Angleški obnovil večji del gradu s pomočjo arhitekta Hugha Maya, ki je ustvaril nabor ekstravagantnih baročnih interierjev. Po obdobju zanemarjanja v 18. stoletju sta Jurij III. Britanski in Jurij IV. Britanski prenovila in obnovila palačo Karla II. z ogromnimi stroški, tako da je nastala sedanja zasnova državnih stanovanj, polna rokokojskega, gotskega in baročnega pohištva. Kraljica Viktorija Britanska je naredila nekaj manjših sprememb v gradu, ki je večji del njene vladavine postal središče kraljevih zabav. Med prvo svetovno vojno je zgodovinsko posestvo navdihnilo poimenovanje kraljeve hiše Windsor. V času vladavine Jurija VI. ga je kraljeva družina uporabljala kot zatočišče med bombardiranjem Luftwaffe v drugi svetovni vojni. Po tem, ko je grad leta 1992 preživel požar, je prišlo do obsežne obnove več državnih dvoran. Je priljubljena turistična atrakcija, prizorišče državniških obiskov in je bil glavna rezidenca Elizabete II. od leta 2011 do 2022.

## Arhitektura
- desno od "D" (ni prikazano) je Vzhodna terasa, nastala v 17. stoletju}}

Ozemlje gradu Windsor pokriva 5,3 hektarja in združuje značilnosti utrdbe, palače in majhnega mesta. Današnji grad je nastal v nizu faznih gradbenih projektov, ki so dosegli vrhunec z obnovo po požaru leta 1992. V bistvu gre za jurijevski in viktorijanski dizajn, ki temelji na srednjeveški strukturi, z gotskimi značilnostmi, prenovljenimi v sodobnem slogu. Od 14. stoletja je arhitektura na gradu poskušala ustvariti sodobno reinterpretacijo starejše mode in tradicije, pri čemer je vedno znova posnemala zastarele ali celo stare sloge. Posledično je arhitekt sir William Whitfield poudaril, da ima arhitektura Windsorskega gradu »določeno fiktivno kakovost«, slikovita in gotska zasnova pa ustvarja »občutek, da se tukaj uprizarja gledališka predstava«, kljub prizadevanjem v poznem 20. stoletju za razkritje več starejših struktur za povečanje občutka pristnosti. Čeprav je bilo nekaj kritik, grajska arhitektura in zgodovina dajeta »mesto med največjimi evropskimi palačami«.

### Srednje krilo
V osrčju gradu Windsor je Srednje krilo (Middle Ward), predgradje, oblikovano okoli mote ali umetnega hriba v središču predgradja. Mota je visok 15 m in je narejen iz krede, prvotno izkopane iz okoliškega jarka. Trdnjava, imenovana Okrogli stolp (Round Tower), na vrhu mote temelji na prvotni stavbi iz 12. stoletja, ki so jo v začetku 19. stoletja pod vodstvom arhitekta Jeffryja Wyatvilla podaljšali za 9,1 m, da bi ustvarili mogočnejšo višino in silhueto. Notranjost Okroglega stolpa je bila dodatno preoblikovana v letih 1991–1993, da bi zagotovila dodaten prostor za kraljeve arhive, dodatna soba je bila zgrajena v prostoru, ki ga je pustil prvotno votli prizidek Wyatvilla. Okrogli stolp v resnici zaradi oblike in strukture mote pod njim še zdaleč ni valjast. Trenutna višina stolpa je bila kritizirana kot nesorazmerna z njegovo širino; arheolog Tim Tatton-Brown, na primer, ga je opisal kot pohabljenost starejše srednjeveške strukture.
Zahodni vhod v Srednje predgradje je zdaj odprt in prehod vodi severno od tega na Severno teraso. Vzhodni izhod iz predgradja varuje normansko vhodno poslopje. Ta vhod, ki kljub svojemu imenu izvira iz 14. stoletja, je močno obokan in okrašen z rezbarijami, vključno z ohranjenimi srednjeveškimi levjimi maskami, tradicionalnimi simboli veličastnosti, ki tvorijo impresiven vhod v Zgornje predgradje. Wyatville je preoblikoval zunanjost vhodnega poslopja, notranjost pa je bila kasneje v 19. stoletju močno spremenjena za stanovanjsko uporabo.

### Zgornje predgradje
Zgornje predgradje gradu Windsor obsega številne večje stavbe, obdane z zgornjim zidom, ki tvorijo osrednji štirikotnik. Državni apartmaji potekajo vzdolž severnega dela, z vrsto stavb vzdolž vzhodnega obzidja ter zasebnimi kraljevimi apartmaji in vrati kralja Jurija IV. na jugu, s stolpom Edvarda III. v jugozahodnem kotu. Mota in okrogli stolp tvorita zahodni rob predgradja. Bronasti kip Karla II. na konju stoji pod Okroglim stolpom. Po navdihu kipa Karla I. Huberta Le Sueurja v Londonu je kip leta 1679 ulil Josias Ibach, na podstavku iz marmorja pa so rezbarije Grinlinga Gibbonsa. Zgornje predgradje meji na severno teraso, ki gleda na reko Temzo, in vzhodno teraso, ki gleda na domači park; obe sedanji terasi je zgradil Hugh May v 17. stoletju. Vzhodna terasa ima zasebni uradni rožni vrt, ki ga je prvi uredil Jurij IV. v 1820-ih. Sedanji vrt je posodobil princ Filip, vojvoda Edinburški, potem ko je bil med drugo svetovno vojno uporabljen za pridelavo, ki sta ga deloma oskrbovali princesi Elizabeta in Margareta. Leta 2020 je bilo napovedano, da bo vrt za omejen čas prvič po 40 letih odprt za javnost.
Tradicionalno je bilo zgornje predgradje ocenjeno kot »v vseh namenih in namenu stvaritev 19. stoletja ... podoba tega, kar so v začetku 19. stoletja mislili, da bi grad moral biti«, kot rezultat obsežne prenove gradu, ki jo je pod vodstvom Wyatvilla izvedel Jurij IV. Stene zgornjega predgradja so zgrajene iz kamna Bagshot Heath, ki je na notranji strani obložen z navadno opeko, gotski detajli pa so iz rumenega kamna Bath. Za stavbe v Zgornjem predgradju je značilna uporaba majhnih koščkov kremena v malti za žganje, ki so ga prvotno začeli na gradu v 17. stoletju, da bi kamnini iz različnih obdobij dali podoben videz. Obzorje Zgornjega predgradja je zasnovano tako, da je dramatično, če ga gledamo od daleč ali obrišemo ob obzorju, podobo visokih stolpov in obzidij, na katere je vplivalo slikovito gibanje poznega 18. stoletja. Arheološka in restavratorska dela po požaru leta 1992 so pokazala, v kolikšni meri sedanja stavba predstavlja preživetje elementov od prvotnih kamnitih zidov iz 12. stoletja naprej, predstavljenih v kontekstu Wyatvillove končne predelave.

#### Državna stanovanja
Državna stanovanja tvorijo večji del Zgornjega predgradja in ležijo vzdolž severne strani štirikotnika. Moderna stavba sledi srednjeveškim temeljem, ki jih je postavil Edvard III., pritličje obsega servisne prostore in kleti, veliko večje prvo nadstropje pa tvori glavni del palače. V prvem nadstropju je postavitev zahodnega konca državnih stanovanj predvsem delo arhitekta Hugha Maya, medtem ko stavba na vzhodni strani predstavlja načrte Jeffryja Wyatvilla.
Notranjost državnih apartmajev je večinoma oblikoval Wyatville v začetku 19. stoletja. Wyatville je nameraval, da vsaka soba ponazarja določen arhitekturni slog in prikazuje ujemajočo se opremo in likovno umetnost tega obdobja. Z nekaj spremembami skozi leta ta koncept še naprej prevladuje v stanovanjih. Različne sobe sledijo klasičnemu, gotskemu in rokokojskemu slogu, skupaj z elementom jakobinskega ponekod. Številne prostore na vzhodnem koncu gradu je bilo treba po požaru leta 1992 obnoviti z metodami »enakovredne obnove« – prostori so bili obnovljeni tako, da so videti podobni prvotnemu videzu, vendar z uporabo sodobnih materialov in prikritimi sodobnimi konstrukcijskimi izboljšavami. Te sobe so bile istočasno tudi delno prenovljene, da bi se bolj ujemale s sodobnimi okusi. Umetnostni zgodovinar Hugh Roberts je pohvalil Državna stanovanja kot »vrhunsko in neprekosljivo zaporedje sob, ki na splošno velja za najboljši in najpopolnejši izraz poznejšega jurijevskega okusa.« Drugi, kot sta arhitekt Robin Nicolson in kritik Hugh Pearman, so opisali kot "blage" in "izrazito dolgočasne".[26]
Wyatvillovo najbolj znano delo so sobe, zasnovane v rokokojskem slogu. Te sobe zajemajo tekoče, igrive vidike tega umetniškega gibanja iz sredine 18. stoletja, vključno s številnimi izvirnimi deli v slogu Ludvika XV., vendar jih projicirajo v "zelo napihnjenem" obsegu. Preiskave po požaru leta 1992 pa so pokazale, da so številne rokokojske značilnosti sodobnega gradu, za katere se je prvotno domnevalo, da so oprema iz 18. stoletja, prenesena iz Carlton House ali Francije, v resnici imitacije 19. stoletja v mavcu in lesu, zasnovane tako, da se zlijejo z izvirnimi elementi. Velika sprejemna soba je najvidnejša od teh rokokojskih zasnov, dolga je 30 m in visoka 12 m ter zaseda mesto velike dvorane Edvarda III.. Ta soba, obnovljena po požaru, vključuje ogromen strop v francoskem rokokoju, ki ga je Ian Constantinides, glavni restavrator, označil za »grobo obliko in surovost rok ... popolnoma zasenčeno s samim spektakularnim učinkom, ko ste na razdalja«. Sobo zaznamuje niz restavriranih francoskih tapiserij tovarne Gobelins. Čeprav je okrašen z manj zlatimi lističi kot v 1820-ih, rezultat ostaja »eden največjih kompletov regentskega okrasja«. Bela, zelena in škrlatna soba vključuje skupaj 62 trofej: izrezljane, pozlačene lesene plošče, ki ponazarjajo orožje in vojni plen, mnoge z masonskim pomenom. Te trofeje, obnovljene ali zamenjane po požaru, slovijo po svoji »vitalnosti, natančnosti in tridimenzionalni kakovosti« in so bile prvotno pripeljane iz Carlton House leta 1826, nekatere so bile prvotno uvožene iz Francije, druge pa je izrezljal Edward Wyatt. Mehko pohištvo teh sob je, čeprav razkošno, skromnejše od izvirnikov iz 1820-ih, tako zaradi sodobnega okusa kot zaradi cene.
Wyatvillov dizajn ohranja tri sobe, ki jih je prvotno zgradil May v 17. stoletju v sodelovanju s slikarjem Antoniom Verriom in rezbarjem Grinlingom Gibbonsom. Kraljičina dvorana za navzočnost, kraljičina dvorana za avdienco in kraljeva jedilnica so zasnovane v baročnem, francosko-italijanskem slogu, za katerega je značilna »pozlačena notranjost, obogatena s cvetličnimi poslikavami«, prvič uvedena v Anglijo med letoma 1648 in 1650 v Wilton House. Verriove slike so »prepojene s srednjeveškimi aluzijami« in klasičnimi podobami. Te sobe naj bi prikazovale inovativno angleško »baročno fuzijo« dotlej ločenih umetnosti arhitekture, slikarstva in rezbarstva.
Peščica sob v sodobnih apartmajih State Apartments odraža bodisi 18. stoletje bodisi viktorijansko gotsko zasnovo. Državna jedilnica, na primer, katere trenutna zasnova izvira iz 1850-ih, vendar je bila močno poškodovana med požarom leta 1992, je obnovljena v svojem videzu v 1920-ih, preden so odstranili nekaj pozlačenih elementov na pilastrih. Veliko stopnišče Anthonyja Salvina je prav tako zasnovano v srednjem viktorijanskem času v gotskem slogu in se dviga do dvorane z dvojno višino, osvetljeno s starejšim gotskim obokanim lanternastim stolpom iz 18. stoletja, imenovanim Grand Vestibule, ki ga je zasnoval James Wyatt in izvedel Francis Bernasconi. Zgodovinar John Robinson je stopnišče kritiziral kot izrazito slabše od prejšnjih stopnišč, ki sta jih na istem mestu zgradila Wyatt in May.
Nekateri deli državnih apartmajev so bili popolnoma uničeni v požaru leta 1992 in to območje je bilo obnovljeno v slogu, imenovanem »downezijska gotika«, poimenovanem po arhitektu Gilesu Downesu. Slog obsega »precej ogoljeno, hladno in sistematično koherentnost modernizma, vpetega v reinterpretacijo gotske tradicije«. Downes trdi, da se slog izogiba »cvetastemu okrasju« in poudarja organsko tekočo gotsko strukturo. Downes je v Windsorju zgradil ali preoblikoval tri nove sobe. Downesova nova streha dvorane sv. Jurija s tramovi je največja zgradba iz zelenega hrasta, zgrajena od srednjega veka dalje in je okrašena s svetlo obarvanimi ščiti, ki slavijo heraldični element Reda podvezice; zasnova poskuša ustvariti iluzijo dodatne višine skozi gotsko pohištvo vzdolž stropa. Preddverje Lantern, ki je nekoč sprejemalo goste, ima padajoče hrastove stebre, ki tvorijo obokan strop, ki posnema lilijo arum, in tam je bila kapela, zgrajena za kraljico Viktorijo pred požarom. Nova zasebna kapela je razmeroma intimna, saj lahko sprejme le trideset vernikov, vendar združuje arhitekturne elemente strehe dvorane St George s preddverjem Lantern in stopničasto obokano strukturo kapele Henrika VIII., ki se oboka v Hampton Courtu. Rezultat je »izjemna, neprekinjena in tesno oblikovana mreža trakov«, ki dopolnjuje nove vitraže v spomin na požar, ki jih je zasnoval Joseph Nuttgen na podlagi ideje princa Filipa. Velika kuhinja s svojo na novo izpostavljeno strešno svetilko iz 14. stoletja, ki stoji poleg Wyatvillovih kaminov, dimnikov in gotskih miz, je prav tako produkt rekonstrukcije po požaru.
V pritličju Državnih apartmajev so ohranjene različne znamenite srednjeveške značilnosti. Veliko podzemlje iz 14. stoletja je še vedno ohranjeno, približno 59 m dolgo in 9,4 m široko, razdeljeno na 13 obočnih pol. V času požara leta 1992 je bil Undercroft razdeljen na manjše prostore; območje je zdaj odprto, da tvori en sam prostor, da bi odmevalo v opatijah Fountains in  Rievaulx, čeprav tla ostajajo umetno dvignjena zaradi udobja uporabe. Lepo obokan prehod Larderie iz 14. stoletja poteka vzdolž kuhinjskega dvorišča in je okrašen z izrezljanimi kraljevskimi vrtnicami, kar označuje, da ga je zgradil Edvard III.

### Spodnje predgradje
Spodnje predgradje leži pod in zahodno od Okroglega stolpa, do katerega pridemo skozi Normanska vrata. Prvotno večinoma srednjeveške zasnove, sta večino spodnjega predgradja v srednjem viktorijanskem obdobju prenovila ali rekonstruirala Anthony Salvin in Edward Blore, da bi oblikovala »dosledno gotsko kompozicijo«. Spodnje predgradje ima kapelo sv. Jurija in večino stavb, povezanih z Redom podvezice.
Na severni strani spodnjega predgradja je kapela svetega Jurija. Ta ogromna stavba je duhovni dom Reda vitezov podvezice in izvira iz poznega 15. in zgodnjega 16. stoletja ter je zasnovana v perpendicular gotskem slogu. Okrasne lesene korne klopi so oblikovane iz 15. stoletja, obnovil in razširil jih je Henry Emlyn ob koncu 18. stoletja, okrašene pa so z edinstvenim kompletom medeninastih plošč, ki prikazujejo grbe vitezov podvezice v zadnjih šestih stoletjih. Na zahodni strani ima kapela velika viktorijanska vrata in stopnišče, ki se uporablja ob slovesnih priložnostih. Vzhodni vitraž je viktorijanski, orientalno okno na severni strani pa je zgradil Henrik VIII. za Katarino Aragonsko. V oboku pred oltarjem so posmrtni ostanki Henrika VIII., Jane Seymour in Karla I., v bližini pa je pokopan Edvard IV. Zgodovinar John Robinson meni, da je kapela »eden najvišjih dosežkov angleške perpendicular gotike«.
Na vzhodnem koncu kapele svetega Jurija je Marijina kapela, ki jo je prvotno zgradil Henrik III. v 13. stoletju in jo je George Gilbert Scott med letoma 1863 in 1873 spremenil v Albertovo spominsko kapelo. Okrašena kapela, zgrajena v spomin na življenje princa Alberta, ima razkošno dekoracijo in dela iz marmorja, steklenega mozaika in brona Henrika de Triquetija, Susan Durant, Alfreda Gilberta in Antonia Salviatija. Vzhodna vrata kapele, prekrita z okrasnim železom, so originalna vrata iz leta 1246.
Na zahodnem koncu spodnjega predgradja je podkvasti križni hodnik, ki je bil prvotno zgrajen leta 1480, blizu kapele, kjer bivajo duhovniki. V njej so zborni vikarji ali laični uradniki kapele. Ta ukrivljena stavba iz opeke in lesa naj bi bila zasnovana tako, da spominja na obliko kopita, ene od značk, ki jih je uporabljal Edvard IV. George Gilbert Scott je stavbo leta 1871 temeljito obnovil in od prvotne strukture je ostalo le malo. Druge deli, ki jih je prvotno zgradil Edvard III., so poleg podkve in imajo kamnito perpendicular krogovičje. Od leta 2011 se uporabljajo kot pisarne, knjižnica in kot hiše za dekana in kanonike.
Za podkvastim križnim hodnikom je Stolp z uro, eden najstarejših ohranjenih delov Spodnjega predgradja in izvira iz 13. stoletja. Notranjost stolpa vsebuje nekdanjo ječo in ostanke skrivnega izhoda za stanovalce v času obleganja. V zgornjem nadstropju so grajski zvonovi, ki so bili tam postavljeni leta 1478, in grajska ura iz leta 1689. Stožčasta streha v francoskem slogu je poskus Anthonyja Salvina iz 19. stoletja, da bi preoblikoval stolp po poustvarjanju Eugèna Viollet-le-Duca Carcassonne.
Na nasprotni strani kapele je vrsta stavb, vključno s prenočiščem vojaških vitezov in rezidenco guvernerja vojaških vitezov. Te stavbe izvirajo iz 16. stoletja in jih še vedno uporabljajo vitezi, ki vsako nedeljo predstavljajo Red podvezice. Na južni strani predgradja so vrata kralja Henrika VIII., ki nosijo grb Katarine Aragonske in tvorijo sekundarni vhod v grad.

### Park in pokrajina
Položaj gradu Windsor na strmem terenu je pomenil, da so grajski vrtovi omejenega obsega. Grajski vrtovi se raztezajo vzhodno od Zgornjega predgradja čez teraso iz 19. stoletja. Grad Windsor je obdan z obsežnimi parki. Neposredno območje, ki se razteza vzhodno od gradu, je tvorba iz 19. stoletja, znana kot Domači park. Domači park vključuje park in dve delujoči kmetiji, skupaj s številnimi posestnimi kočami, ki jih večinoma zasedajo zaposleni, in posestvo Frogmore. Dolgi sprehod, dvojni drevored, poteka 4,26 km južno od gradu in je širok 73 m. Prvotne breste iz 17. stoletja so zamenjali z izmeničnimi kostanji in platanami. Vpliv nizozemske bolezni brestov je po letu 1945 povzročil obsežno ponovno zasaditev.
Domači park meji na severni rob obsežnejšega parka Windsor Great Park, ki zavzema okoli 2020 ha in vključuje nekaj najstarejših listnatih gozdov v Evropi. V domačem parku, severno od gradu, stoji zasebna šola St George's, ki kapeli daje zborovske pevce. Eton College je približno pol milje od gradu, čez reko Temzo, kar odraža dejstvo, da je bila kraljeva ustanova Henrika VI.